# Prix de Taverny
Prix de Taverny är ett travlopp för 3-åriga varmblodiga hingstar och ston som körs på Vincennesbanan utanför Paris i Frankrike varje år. Det är ett Grupp 3-lopp, det vill säga ett lopp av tredje högsta internationella klass. Loppet körs över distansen 2850 meter. Förstapris är 27 000 euro.

## Vinnare
| År   | Häst              | Efter           | Kusk                  | Tränare                 | Distans | Tid    |
| ---- | ----------------- | --------------- | --------------------- | ----------------------- | ------- | ------ |
| 2024 | Ipipourax Paulois | Uniclove        | Damien Bonne          | Damien Bonne            | 2 850 m | 1'14"9 |
| 2023 | Galaxie du Home   | Tucson          | Franck Nivard         | Jean Marc Guilotte      | 2 100 m | 1'11"8 |
| 2022 | Fete d'Eurvad     | Opus Viervil    | Matthieu Abrivard     | Michel X. Charlot       | 2 100 m | 1'12"7 |
| 2021 | Icone de Castelle | Rocklyn         | Alexandre Abrivard    | Laurent-Claude Abrivard | 2 700 m | 1'14"5 |
| 2020 | Hanna des Molles  | Village Mystic  | Alexandre Abrivard    | Laurent-Claude Abrivard | 2 700 m | 1'15"6 |
| 2019 | Jonah Vredebest   | Muscle Mass     | Rick Ebbinge          | Jeroen Engwerda         | 2 700 m | 1'15"5 |
| 2018 | Fable du Plessis  | Neutron du Cebe | Paul Philippe Ploquin | Patrick Ploquin         | 2 700 m | 1'16"7 |
| 2017 | Electra Jet       | Ready Cash      | Pierre Vercruysse     | Pierre Vercruysse       | 2 700 m | 1'15"3 |
| 2016 | Draft Life        | Ubriaco         | Éric Raffin           | Louis Baudron           | 2 700 m | 1'15"0 |
| 2015 | Cylee Nevele      | Sam Bourbon     | David Thomain         | Philippe Allaire        | 2 700 m | 1'15"3 |
| 2014 | Bodeguita         | Repeat Love     | Louis Baudron         | Louis Baudron           | 2 700 m | 1'14"5 |
| 2013 | Athena de Vandel  | Prince Gede     | Cedric Megissier      | Cedric Megissier        | 2 700 m | 1'16"4 |
| 2012 | Vanille des Elfes | Diamant Gede    | Joel Van Eeckhaute    | Joel Van Eeckhaute      | 2 700 m | 1'16"8 |
| 2011 | Ukrainienne       | Goetmals Wood   | Jean-Étienne Dubois   | Jean-Étienne Dubois     | 2 700 m | 1'15"3 |